# Roberto Melchionda
Roberto Melchionda (Brescia, 10 settembre 1927 – Sovere, 20 ottobre 2020) è stato un saggista, giornalista, politico e dirigente d'azienda italiano.
È noto per essere stato uno dei "Figli del Sole" missini nel dopoguerra e il principale studioso del pensiero filosofico di Julius Evola.

## Biografia
A 16 anni, nel 1943, si arruola nella Repubblica Sociale Italiana, prima nei Bersaglieri, poi nella Guardia Nazionale Repubblicana, infine nelle Brigate nere mobili alpine.
Terminata la guerra, prima fonda la sezione bresciana del Fronte dell'italiano nel 1946, ma dopo pochi mesi nel marzo 1947 dà vita alla Federazione provinciale di Brescia del neonato MSI.
Con Giano Accame, Piero Buscaroli, Fabio De Felice, Enzo Erra, Fausto Gianfranceschi, Francesco Petronio, Cesare Pozzo, Pino Rauti, Primo Siena, Piero Vassallo dà vita alla cosiddetta "corrente giovanile" del MSI. Questo gruppo umano faceva riferimento al pensiero del filosofo Julius Evola, in un'originale visione metapolitica di natura spiritualistica dà vita anche ai Figli del Sole, una conventicola esoterica che si richiama esplicitamente alle indicazioni di Evola che parla del "nucleo indistruttibile di un piccolo, ascetico, ordine monastico-cavalleresco" 
Nel 1951, con l'accusa di essere responsabile dell'attentato alla sede dell'ANPI di Brescia il 25 aprile di quell'anno, fu arrestato con altri collaboratori del periodico Imperium accusati di attentati in varie città tra il 1950 e il 1951 rivendicati dal gruppo denominato Legione Nera ma attribuiti dagli investigatori ai Fasci di azione rivoluzionaria. Il processo che ne seguì, in cui Melchionda, nel frattempo scarcerato, fu difeso dall'ex Ministro di grazia e giustizia della RSI Piero Pisenti, iniziò il 10 ottobre e divenne noto come "processo della gioventù" o "processo dei 36" (in riferimento al numero e all'età degli imputati, tra i quali Pino Rauti, Enzo Erra, Fausto Gianfranceschi e, considerato il "cattivo maestro", Julius Evola): tra le imputazioni quella di apologia di fascismo. Alcuni, tra cui Melchionda e Evola il 21 novembre 1951 furono assolti per non aver commesso il fatto, altri ebbero condanne lievi.
Dopo il processo si stabilì prima in Svizzera poi a Milano e fino al 1957 collaborò a numerosi giornali di destra: Asso di bastoni, Il Nazionale, Vespri d'Italia, Avanguardia Nazionale, La Notte, Il popolo italiano, Cronaca italiana, Lotta politica. Contemporaneamente fu ispettore regionale del Raggruppamento Giovanile Studenti e Lavoratori (RGSSLL) del MSI in Lombardia.
Nel 1954 sposò Gaetana D'Amato, sorella di Nino, fondatore con lui della Federazione provinciale di Brescia del MSI.
Nell'aprile 1955 fondò la sezione milanese del Centro di vita italiano creato dal parlamentare missino Ernesto De Marzio e con segretario Giano Accame, che voleva dare la possibilità di fare politica attraverso iniziative culturali.
Nel 1956, delusi dalla strategia politica del MSI, ritenuta fiacca e priva di respiro, Melchionda fondò assieme a Giano Accame, Cesare Pozzo, Mario Pucci e Carlo Costamagna la rivista Tabula Rasa, attraverso la quale entravano in polemica con la dirigenza missina, accusata di aver rinnegato l'esperienza politica del ventennio e di essere scaduta in un "tono mediocrissimo".
Nel 1957 si recò in Spagna per una serie di articoli sulla Falange e sulla vita quotidiana sotto il governo di Francisco Franco, collaborando lì con il Movimento Poujade.
Nel gennaio 1958 divenne capo ufficio stampa e studi dell'Associazione degli Industriali della provincia di Firenze, ruolo che mantenne fino a tarda età, e direttore del giornale dell'Associazione, Industria toscana.
In quel ruolo pubblicò il saggio Firenze industriale nei suoi incerti albori. Le origini dell'associazionismo imprenditoriale cento anni fa: esplorazioni e materiali (Le Monnier, Firenze, 1988).
Nel 1958, su invito di Julius Evola, iniziò a collaborare con la seconda serie di Ordine Nuovo, il periodico del Centro Studi Ordine Nuovo di Pino Rauti e Clemente Graziani appena uscito dal MSI.
Nel 1960 partecipò alla costruzione e all'attività dei Centri per l'ordine civile – articolati in sezioni provinciali - ideati da Gianni Baget Bozzo in protesta alla virata verso sinistra della Democrazia Cristiana che a suo dire metteva fine all'anticomunismo cristiano. Melchionda diresse il relativo gruppo di lavoro fiorentino e fu invitato formalmente da Baget Bozzo nel 1961 a entrare nel Comitato Promotore e divenire il suo referente per la Toscana.
Dopo il sostanziale fallimento di quell'esperienza per via del ritiro da parte della Chiesa del loro appoggio, Melchionda partecipò ad alcune iniziative dell'Unione Democratica per la Nuova Repubblica di Randolfo Pacciardi, sostenitore del presidenzialismo e nemico della partitocrazia, con segretario Giano Accame, ma lo abbandonò velocemente.
Nel 1966 fondò con Barna Occhini e Sigfrido Bartolini il quindicinale fiorentino di stampo papiniano Totalità, che visse due anni.
Ma la più importante attività di Melchionda, che durò per tutta la sua vita, fu lo studio del pensiero di Julius Evola, del quale è stato il maggiore interprete, che lo portò alla compilazione di un volume "dai dichiarati intenti espositivi e non critici" con oggetto il motivo principale della sua filosofia, ovvero il superamento della filosofia stessa e del pensiero critico, cioè Il volto di Dioniso. Filosofia ed arte in Julius Evola, Basaia editore, Roma 1984. Nel frattempo nacque la Fondazione Julius Evola, con presidente Paolo Andriani: Melchionda aderì e progettò con Pio Filippani Ronconi, Franco Cardini e altri un periodico, Cinabro, che però non fu mai realizzato.
La mancata attuazione del progetto non allontanò Melchionda dallo studio di Evola, che approfondì attraverso saggi, articoli, prefazioni o postfazioni a ristampe di opere evoliane, e dibattiti con altri studiosi come Gian Franco Lami. I suoi numerosi scritti sul tema sono stati infine raccolti nel 2015 nel libro La folgore di Apollo. Scritti sull'opera di Julius Evola, a cura di Rodolfo Gordini, con premessa di Marcello Veneziani, Edizioni Cantagalli, Siena.
La particolarità del suo lavoro fu quella di esplorare il versante filosofico di Evola, del quale normalmente sono stati approfonditi solo altri aspetti, soprattutto esoterici, artistici e aristocratici. Questo portò Melchionda in tanti scritti a studiare altri autori e temi coi quali la filosofia di Evola si era misurata, in particolare la filosofia europea otto-novecentesca, da Georg Wilhelm Friedrich Hegel ad Augusto Del Noce, da Giovanni Gentile a Ernst Nolte, da Ernst Junger a Friedrich Nietzsche, e le filosofie orientali.
Nel 1990 Pino Rauti, ormai segretario del MSI-DN, lo nominò componente del Consiglio Nazionale del Lavoro, organo del Partito, per la sezione Industria, ma in seguito il presidente del CNL Raffaele Valensise, probabilmente su sua richiesta, lo spostò nella sezione Cultura.
Dal 1989 collaborò al Secolo d'Italia con articoli di politica culturale, soprattutto durante la direzione di Giano Accame fino al 1991. Fin dai primi numeri del 1991 contribuì pure al periodico Storia Verità.
Nel 2009 le Edizioni di Ar pubblicarono Scritti per vocazione, una raccolta di suoi testi curati da Franco Freda.
È morto a Sovere (Bergamo) il 20 ottobre 2020.

## Archivio
Poco prima di morire, nel 2019, Roberto Melchionda, allo stesso modo del suo amico di sempre Giano Accame (attraverso i suoi eredi), ha donato il suo archivio alla Fondazione Ugo Spirito e Renzo De Felice, dove è tuttora conservato, per contribuire all'implementazione del progetto Archivio delle destre. 
La documentazione conservata, che va dal 1948 al 2008, è composta da 44 unità archivistiche divisa in 6 serie documentarie, e consta di un fitto carteggio con rilevanti personalità culturali e politiche, nazionali e internazionali, di articoli di giornale e scritti suoi e di altri autori, di resoconti di attività nel MSI e in altri gruppi politici ed associazioni a partire dai primi anni '50, di appunti personali. Secondo i curatori si tratta di materiale molto importante, in particolare, per chi vuole studiare la storia dei movimenti politici, culturali ed intellettuali della nuova destra giovanile degli anni '50. 